# Kobayakawa Shūsei
Kobayakawa Shūsei (japanisch 小早川 秋聲; geboren 26. September 1885 in Kōbe (Präfektur Hyōgo); gestorben 6. Februar 1974) war ein japanischer Maler der Nihonga-Richtung.

## Leben und Werk
Kobayakawa Shūsei brach sein Studium der Malerei an der „Städtischen Kunsthochschule Kyōto“ (京都市立絵画専門学校, Kyōto shiritsu kaiga semmon gakkō) ab und nahm Unterricht bei Taniguchi Kōkyō (谷口 香嶠; 1894–1915) und Yamamoto Shunkyo. Ab 1914 konnte er Bilder auf der „Bunten“–Ausstellungsreihe zeigen. 1931 war er auf der Ausstellung japanische Malerei 1931 in Berlin zu sehen.
Ab 1931 bereiste Kobayakawa als beauftragter Kriegsmaler China und Südostasien, um Bilder in den Frontgebieten zu malen. Das bekannteste Bild heißt „Kuni no tate“ (國之楯) – „Das Schild des Vaterlandes“ aus dem Jahr 1944, im Besitz des „Kyōto Ryozen Gokoku-Schrein“ (京都霊山護國神社). Es zeigt einen aufgebahrten japanischen Soldaten, dessen Gesicht mit der Nationalflagge bedeckt ist. Kobayakawa hat es 1968 überarbeitet.
Nach dem Zweiten Weltkrieg gestaltete Kobayakawa Bilder mit religiösen Motiven. Der zweiteilige Stellschirm „Jakkō no miyako“ (寂光の都) – etwa „Hauptstade des Paradieses“ – zeigt ein einsam-kniendes junges Paar. Ein weiteres Bild heißt „Benisu no yoi“ (ヴェニスの宵) – „Venedig am Abend“. 1964 gestaltete er Bild „Seika wa hashiru“ (聖火は走る), das eine Fackelläufer der Olympischen Sommerspiele in Tokio zeigt.